# Geneviève Rodis-Lewis
Pour les articles homonymes, voir Lewis.
Geneviève Rodis-Lewis est une philosophe française née Lewis le 29 juillet 1918 à Lure et morte le 25 août 2004 à La Verrière.

## Biographie
Lauréate du concours général de philosophie (1937), Geneviève Lewis est l'une des 41 femmes à avoir intégré l'École normale supérieure (promotion 1938) avant l'interdiction du concours aux femmes à partir de 1940. En 1942, des problèmes de santé l'empêchent de se présenter à l'oral de l'agrégation de philosophie ; le directeur de l'école Jérôme Carcopino, historien vichyste qui désirait se débarrasser au plus vite des dernières femmes présentes à l'ENS, refuse qu'elle s'inscrive en quatrième année pour repasser le concours, contrairement aux usages,. Carcopino la prive également comme ses anciennes camarades du titre d'ancienne élève de l'ENS ; l'intercession de Jean Bayet permet cependant à Geneviève Lewis de recevoir une bourse d'agrégation et elle obtient le concours en 1943.
Geneviève Lewis épouse en 1954 l'ingénieur Louis Rodis, et adopte alors le nom d'usage de Rodis-Lewis. Ils amassent tous deux une collection artistique, qui sera dispersée en 1994.
Elle était professeur à l’université Paris-Sorbonne, où elle fonda le Centre d’études cartésiennes en 1981.
Spécialiste de la philosophie moderne, mais aussi de la philosophie antique et d’esthétique, elle a vu la plupart de ses ouvrages traduits dans de nombreux pays et souvent réédités. Elle est surtout connue pour ses travaux sur Descartes, à qui elle consacre une biographie en 1995, et dont elle éclaire les grandes lignes du développement de la pensée dans une étude générale parue en 1971; elle a notamment travaillé chez lui les questions souvent éludées de l'inconscient et de l'individualité. En 1985, l’Académie française lui a déjà décerné à ce sujet le prix Dumas-Millier pour l'ensemble de ses travaux. Elle a également travaillé sur certains auteurs post-cartésiens, comme Desgabets (dont elle a rendu accessibles de nombreux inédits) ou Malebranche (auquel elle a consacré une monographie).

## Œuvres
- L'Individualité selon Descartes, Paris, Vrin, 1950
- Le Problème de l'inconscient et le cartésianisme, Paris, PUF, 1950, seconde édition 1985
- La Morale de Descartes, Paris, PUF, 1956, troisième édition revue, 1970
- Nicolas Malebranche, Paris, PUF, 1963
- Platon et la "chasse de l'être", Paris, Seghers, 1965, quatrième édition 1972
- Descartes et le rationalisme, PUF, coll. Que sais-je?, 1966, nombreuses rééditions
- La Morale stoïcienne, Paris, PUF, 1970
- L'Œuvre de Descartes, Paris, Vrin, 1971 (deux volumes) ; rééd. en un volume en 2013.
- Epicure et son école, Paris, Gallimard, 1976, deuxième édition complétée, Paris, Gallimard, coll. Folio, 1993
- Descartes, Textes et débats, Paris, Hachette, Le livre de poche, 1984
- Idées et vérités éternelles chez Descartes et ses successeurs, Paris, Vrin, 1985
- L'Anthropologie cartésienne, Paris, PUF, 1990
- Regards sur l'art, Paris, Beauchesne, 1993
- Descartes. Biographie, Paris, Calmann-Lévy, 1995
- Le Développement de la pensée de Descartes, Paris, Vrin, 1997, 223 p. (ISBN 2-7116-1301-1, lire en ligne)

Elle a édité l'Œuvre de Malebranche en deux tomes dans la collection de la Pléiade (Gallimard, 1979 et 1992), et est aussi l'auteur de nombreux articles sur les cartésiens, y compris un auteur peu connus comme Robert Desgabets, et sur les post-cartésiens célèbres: Spinoza, Malebranche, Leibniz.